# 釜山海峽
釜山海峽（：／ Busan haehyeop */?）是指韓國本土（朝鮮半島）與對馬島之间的海峡，日本稱為朝鮮海峡（朝鮮海峡）或對馬海峡西水道（対馬海峡西水道）。

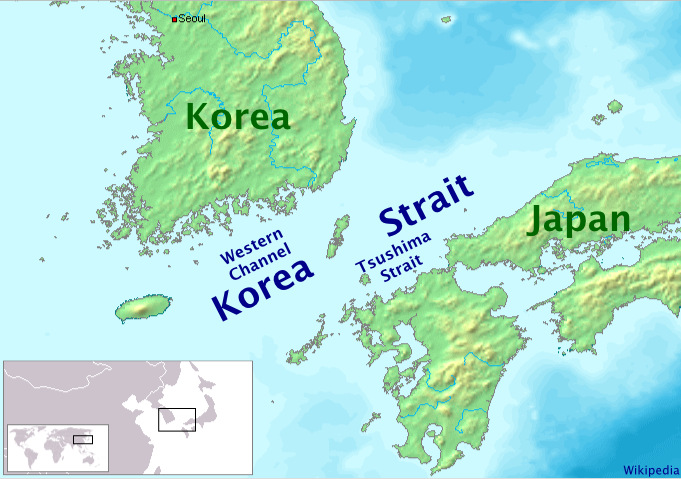
釜山海峽地理位置圖

釜山海峽也是狹義上對朝鮮海峽的定義，廣義的朝鮮海峽則指朝鮮半島和九州島之間的整條水道。

## 各地所用名稱
|            | 朝鮮半島～九州島                                  | 九州島～對馬群島                   | 對馬群島～朝鮮半島               |
| 中文       | 朝鮮海峽                                          | 對馬海峽                           | 釜山海峽                         |
| 日文       | 対馬海峡（つしまかいきょう）；古代亦使用          |                                    |                                  |
| 日文慣用名 | [対馬海峡] 错误：{{Lang}}：无效参数：\|4=（帮助） |                                    | 朝鮮海峡（ちょうせんかいきょう） |
| 韓國       | 대한해협（大韓海峽）                              | 쓰시마해협（對馬海峽）             |                                  |
| 朝鮮       | 조선해협（朝鮮海峽）                              |                                    |                                  |
| 英文       | Korea Strait                                      | Tsushima Strait or Eastern Channel | Busan Strait or Western Channel  |
| 俄文       | Koreasundet                                       |                                    |                                  |